# Olios vittifemur
Olios vittifemur là một loài nhện trong họ Sparassidae.
Loài này thuộc chi Olios. Olios vittifemur được Embrik Strand miêu tả năm 1916.